# Radio Islam (Südafrika)
Radio Islam ist eine religiöse Sendeanstalt in Südafrika mit Sitz in der Metropolregion Johannesburg. Als richtungsweisend für ihre Arbeit sieht die Programmdirektion den Koran und die Sunnah des Propheten Muhammad an.

## Ziele und Geschichte
Betrieben wird Radio Islam von der konservativen islamischen Organisation Jamiatul Ulama.
Radio Islam möchte nach eigenen Angaben die religiöse Botschaft des Islam verbreiten (to all via the airwaves). Des Weiteren möchte der Sender für Humanität werben und die authentische Stimme der islamischen Botschaft sein. Der Sender richtet sich vor allem an die muslimische Community in den Großstädten Südafrikas.
Radio Islam wurde im November 1993 als Firma registriert. Im April 1997 erhielt der Sender eine Sendelizenz und strahlte am 10. April 1997 seine erste Sendung aus.

## Programm
Neben Nachrichten werden religiöse Inhalte und Gebete ausgestrahlt. Nach eigenen Angaben sind 90 Prozent des Programmes in englischer Sprache und jeweils zwei Prozent in Arabisch, Urdu, Afrikaans, isiZulu und isiXhosa.

## Sender
Der Sender erreicht potentiell rund 200.000 Zuhörer.
- Hauptsendeweg ist der Mittelwellensender auf 1548 kHz.
- via Satellit
- Internet Audio Streaming

## Kritik
Radio Islam ist der Ansicht, dass weibliche Stimmen in den Medien nicht zu hören sein sollten, und lässt deshalb keine Frauen als Sprecherinnen zu.
Brannon Ingram von der Northwestern University, USA, schreibt in seiner Untersuchung über Radio Islam, dass der Sender im Kontext der konstitutionellen Verwirrungen im „Post-Apartheid“-Südafrika ein wichtiges Beispiel für die Debatte über Gender-Fragen und Religionsfreiheit in religiösen Medien sei.